# Roger Edens
Roger Edens (* 9. November 1905 in Hillsboro, Texas; † 13. Juli 1970 in Los Angeles, Kalifornien) war ein US-amerikanischer Komponist, Filmkomponist und Filmproduzent.

## Leben
Edens verbrachte den Großteil seiner Kindheit in Richmond. Ab Ende der 1920er Jahre war er zunächst als Pianist am Broadway tätig und wurde später Arrangeur für Ethel Merman. Als Merman 1932 mit einem Filmvertrag bei Paramount Pictures nach Hollywood wechselte, nahm sie Edens mit. 1935 wechselte er zu Metro-Goldwyn-Mayer (MGM), wo er 1939 erstmals mit dem Filmproduzenten Arthur Freed zusammenarbeitete (an Musik ist unsere Welt). Beide arbeiteten in den folgenden Jahren an einer Vielzahl gemeinsamer Filme – mit Stars wie Fred Astaire, Judy Garland und Gene Kelly –, bei denen Edens als musikalischer Leiter und teilweise auch als Komponist und Texter mitwirkte – darunter Klassiker des Tanzfilmes wie Du sollst mein Glücksstern sein und Ein Amerikaner in Paris. Anfang der 1940er Jahre machte Freed ihn zu seinem Koproduzenten. Zwischen 1940 und 1948 war Edens viermal für den Oscar nominiert, erhielt die Auszeichnung jedoch nicht. In den folgenden drei Jahren erhielt er dann jedes Jahr einen Oscar.
In den 1950er Jahren arbeitete er am Broadway mit Judy Garland und steuerte für deren Specials Musik, Texte und Arrangements bei. Mitte der 1950er Jahre verließ er MGM und ging zurück zu Paramount, wo er mit Regisseur Stanley Donen das Musical Ein süßer Fratz mit Audrey Hepburn und Fred Astaire drehte. Dieser Film sollte sein letzter großer Erfolg bleiben, da das "große Filmmusical" aus der Mode kam. Seine nächsten beiden Filme, Goldgräber-Molly und Hello, Dolly!, waren kommerziell deutlich weniger erfolgreich.
Edens verstarb 1970 im Alter von 65 Jahren.

## Filmografie (Auswahl)

### Musik
- 1935: Broadway-Melodie 1936 (Broadway Melody of 1936)
- 1936: Zum Tanzen geboren (Born to Dance)
- 1937: Die Marx Brothers: Ein Tag beim Rennen (A Day at the Races)
- 1939: Das zauberhafte Land (The Wizard of Oz)
- 1939: Musik ist unsere Welt (Babes in Arms)
- 1939: Tanz auf dem Eis (The Ice Follies of 1939)
- 1940: Broadway Melodie 1940 (Broadway Melody of 1940)
- 1943: Du Barry Was a Lady
- 1943: Ein Häuschen im Himmel (Cabin in the Sky)
- 1943: Girl Crazy
- 1944: Heimweh nach St. Louis (Meet Me in St. Louis)
- 1945: Broadway Melodie 1950 (Ziegfeld Follies)
- 1948: Osterspaziergang (Easter Parade)
- 1949: Spiel zu dritt (Take Me Out to the Ball Game)
- 1950: Duell in der Manege (Annie Get Your Gun)
- 1950: Liebeslied auf Tahiti (Pagan Love Song)
- 1954: Ein neuer Stern am Himmel (A Star Is Born)
- 1957: Ein süßer Fratz (Funny Face)

### Produktion
- 1944: Heimweh nach St. Louis (Meet Me in St. Louis)
- 1948: Osterspaziergang (Easter Parade)
- 1950: Duell in der Manege (Annie Get Your Gun)
- 1951: Ein Amerikaner in Paris (An American in Paris)
- 1951: Mississippi-Melodie (Show Boat)
- 1952: Die Schönste von New York (The Belle of New York) (Co-Produzent)
- 1952: Du sollst mein Glücksstern sein (Singin' in the Rain)
- 1953: Vorhang auf! (The Band Wagon)
- 1954: Brigadoon
- 1957: Ein süßer Fratz (Funny Face)
- 1964: Goldgräber-Molly (The Unsinkable Molly Brown)
- 1969: Hello, Dolly!

## Broadway
- 1932–1933: Take a Chance
- 1951–1952: Judy Garland at the Palace "Two-A-Day"
- 1956–1957: Judy Garland
- 1959: Judy Garland
- 1985–1986: Singin' in the Rain

## Auszeichnungen
- 1940: Oscar-Nominierung für Musik ist unsere Welt
- 1941: Oscar-Nominierung für Heiße Rhythmen in Chicago
- 1943: Oscar-Nominierung für For Me and My Gal
- 1948: Oscar-Nominierung für Good News
- 1949: Oscar für Osterspaziergang
- 1950: Oscar für Das ist New York
- 1951: Oscar für  Duell in der Manege